# Бяла река (област Пловдив)
Вижте пояснителната страница за други значения на Бяла река.
Бяла река е село в Южна България. То се намира в община Първомай, област Пловдив.

## География и икономика
Село Бяла река (област Пловдив) се намира в Южен централен регион на България и е част от община Първомай. Намира се на 6 km югоизточно от Първомай.

## История
Има сведения за селото още от тракийски времена. Старото село се е намирало на изток от днешното, в сегашните лозя. През кърджалийско време селяните много патили от разбойниците и се изселили на юг – в полите на Родопите, където се чувствали по-защитени, далеч от Цариградското шосе и по-близо до планината. Тогава възникнал проблема, че шосето остава без поддръжка (едно от задълженията дотогава на селяните). С нарочен ферман султана наредил селяните да се върнат край пътя, като се поема закрилата над селото от властта. Една част се върнали и построили новото село западно от руините на старото село и било кръстено Читака. Друга част не посмяла да се върне. Сега двете села (Бяла река и Православен) са само на два километра от център до център.

## Културни и природни забележителности
- Параклис аязмо „Свети Илия“
- Църква „Свети Димитър“
- Паметник (паметна плоча) на 2-ра гвардейска кавалерийска дивизия от Руската армия – освободила селото от османска власт
- Паметник на войниците от селото загинали през Втората световна война
- Основно училище „Любен Каравелов“
- Целодневна детска градина „Лилия“
- Читалище „Христо Смирненски 1929“
- Чешма с извираща минерална вода от дълбочина 80 метра

### Природна забележителност „Фосилни находки“
С цел запазването на находището на фосилни находки от гръбначни животни, представители на хоботни бозайници, то е обявено за природна забележителност със Заповед № 36/11 януари 1968 г. на МГГП с обща площ 9100 ха, обхващащо поземлен и горски фонд в част от землищата на селата Поповица, Ахматово, Богданци, Селци Езерово, Бяла река и Православен, обл. Пловдивска. Най-често намирани в природната забележителност са единични кости, кътни и бивни зъби на мастодонти и дейнотериуми. Намирани са и кости на копитни бозайници.

### Защитена зона от Натура 2000 – „Марица-Първомай“
Разположена е в землищата на с. Чалъково и с. Белозем – община Раковски, с. Селци, с. Поповица и с. Милево – община Садово, с. Виница, с. Градина, с. Крушево, с. Добри дол, с. Караджалово, с. Бяла река, гр. Първомай, кв. Любеново и кв. Дебър, гр. Първомай – община Първомай, област Пловдив, с. Великан, с. Ябълково, с. Скобелево и с. Сталево – община Димитровград, област Хасково, с. Зетьово, гр. Чирпан и с. Златна ливада – община Чирпан, област Стара Загора;

## Други
В селото функционират:
- Клуб на пенсионера
- Група „Акорд“ (група за българска народна музика)

## Редовни събития
- Край селото, до параклиса аязмо „Свети Илия“ се провежда събор на Илинден – в събота и неделя, най-близкостоящи до 20 юли. Има поверие, че в нощта срещу Илинден, който е праведен в кладенеца вижда конете на св. Илия.

## Личности
- Илия Русев, български революционер от ВМОРО, четник при Иван Наумов - Алябака
- Иван Попов, член на Одринския окръжен революционен комитет 1904-1907 г.
- Сталю Бялков Иванов (Черкеза), участник в превземането на Одрин през Балканската война.
- Толю Диков Калинов (дядо Толю), участник в превземането на Одрин през Балканската война.
- Делчо Василев – учител по професия, запасен офицер, партизански командир от бригада „Васил Коларов“, заместник командир (политически командир) на 10-а родопска дивизия от новосформираната (декември 1944 г.) Първа българска армия под командването на ген. Владимир Стойчев
- Димитър Аргиров – дълги години народен представител. Единственият партизански командир член на БЗНС. Лежал по затворите преди и след 9 септември 1944 г. заради политическите си убеждения.